# Корейский патриотический легион
Корейский патриотический легион (кор. 한인애국단?, 韓人愛國團?) — военизированная организация, действовавшая под эгидой Временным правительством Кореи (ВПК) и основанная в Шанхае, Китай, в 1931 году. Её целью было убийство военных и государственных лидеров Японской империи. Организация также известна под названием Уисэнгун (кор. 의사영군).
Наиболее значительными акциями организации стали неудачная попытка покушения на императора Хирохито в январе 1932 года и успешное нападение в парке Хункоу (ныне парк Лу Синь) в апреле 1932 года. После мая 1932 года деятельность организации значительно сократилась, и она фактически прекратила своё существование.
Организация способствовала улучшению отношений между ВПК и правительством Китайской Республики, хотя и спровоцировала усиление репрессий против деятельности ВПК со стороны Японии.
Основателем и руководителем организации был Ким Гу, видный деятель корейского движения за независимость. В руководство входили Ким Сук, Ан Гонгын, Ли Субон и Ли Юпиль. Среди известных членов были Юн Бонгиль, Ли Бончхан, Ли Докчжу и Чхве Хёнсик.

## Предыстория

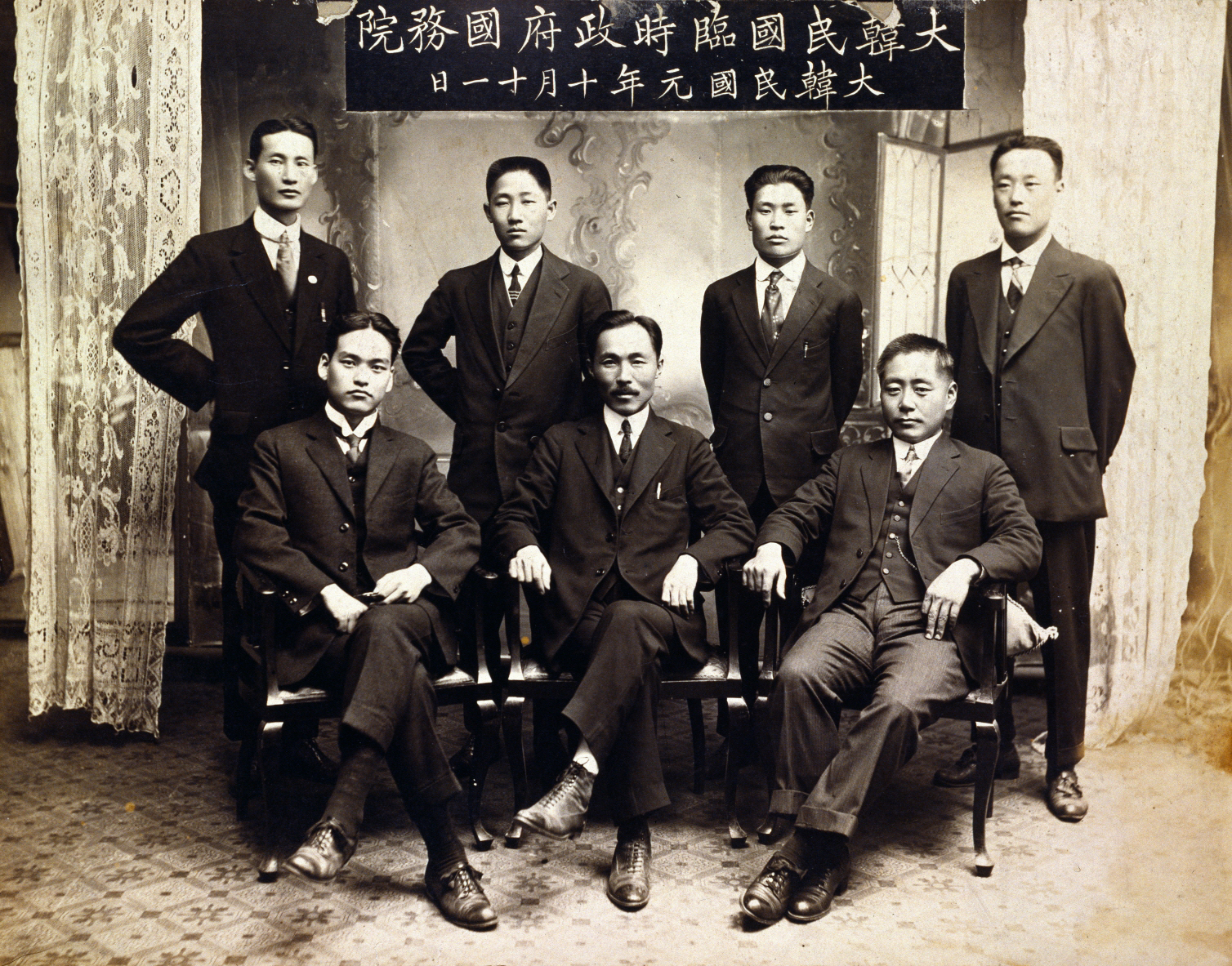
Государственный совет Временного правительства Кореи, 1919 год

В 1910 году Японская империя официально колонизировала Корею. В 1919 году в Корее прошли протесты против японского правления, известные как Движение 1 марта. Эти протесты были жестоко подавлены, многие корейцы покинули полуостров и продолжили сопротивление японской оккупации из-за границы. Через месяц в Шанхае было сформировано Временное правительство Кореи (ВПК), правительство в изгнании. Однако группа страдала от внутренних конфликтов и финансовых трудностей на протяжении большей части своей истории. К 1931 году она находилась на грани распада.
В мае 1931 года в Шанхай прибыл Ли Бончхан. Ли был корейцем, который мог выдавать себя за японца, но сталкивался с дискриминацией в Японии. Ли встретился с Ким Гу, видной фигурой ВПК. Ли спросил, может ли он присоединиться к ВПК, но Ким ответил, что это не имеет смысла, поскольку группа была нестабильной и не имела власти.
Япония начала создавать предлоги для вторжения в Маньчжурию на северо-востоке Китая в 1931 году. В июле 1931 года в инциденте у Ванпаошаня она использовала незначительный спор между китайскими и корейскими фермерами для разжигания антикитайских настроений в Корее и Японии. Это привело к насильственным столкновениям между корейцами и китайцами в их странах. 18 сентября 1931 года Японская империя инсценировала инцидент на мосту Лутиаоху (взрыв на железной дороге в Маньчжурии) и Мукденский инцидент, что усилило антияпонские настроения среди китайцев.

## Создание и организация
Информация о времени и обстоятельствах основания Корейского патриотического легиона (КПЛ) ограничена. Согласно поздним записям Кима, он решил создать КПЛ после разговора с Ли и инцидента в Ванпаошане. Ким считал, что движение за независимость Кореи зашло в тупик, и что китайскому и корейскому народам необходимо объединиться против Японии.
Ким предложил идею создания группы остальным членам КНГ, и они согласились финансировать её. Чо Соан первоначально назвал её Ŭisaenggun (кор. 의사영군) и назначил Кима её лидером. Название было изменено, потому что, пока Ким Гу спал, ребёнок разорвал лист бумаги с написанным названием, и Ким придумал собственное название для группы. КПЛ получила половину бюджета КНГ и относительную автономию в выполнении своих задач. В группу входили Ким Сок, Ан Гонгын, Ли Субон и Ли Юпхиль. Всего в организации было около 80 человек.

### Конфликт с финансированием и конкурирующая группа
В ноябре 1931 года Чо получил финансовую поддержку от китайского правительства. Однако вместо того чтобы передать половину средств Ким Гу (который на тот момент был казначеем Корейского патриотического легиона), Чо оставил деньги для своих целей. На эти средства он создал собственную военизированную группу под названием «Корейская армия добровольцев» кор. 한국의용대?, 韓國義勇隊?). Затем Чо попытался получить одобрение на деятельность этой группы от Корейского патриотического легиона, но его инициатива была отвергнута из-за решительных протестов со стороны Ким Гу. По словам Сон Сэиля, существуют неподтверждённые слухи о том, что группа была расформирована примерно в январе 1932 года.

## Инцидент у ворот Сакурада

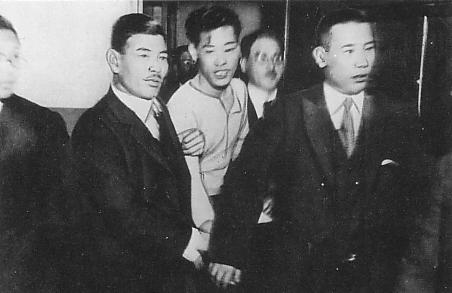
Ли Бончхан под арестом, 1932 год

В конце 1931 года Ким Гу отправил Ли Бончхана в Токио с целью убийства японского императора Хирохито. Ли прибыл в Токио в начале января 1932 года. 8 января Хирохито покинул императорский дворец для участия в военном смотре в пригороде Токио вместе с Пу И, бывшим императором династии Цин и затем императором Маньчжоу-го. Перед воротами Сакурада Ли бросил ручную гранату, которая не попала в карету Хирохито. 30 сентября Ли был приговорён к смертной казни на закрытом судебном процессе. Он был казнён в тюрьме Итигая 10 октября.

## Инцидент в парке Хункоу
29 апреля 1932 года член Корейского патриотического легиона Юн Бонгиль взорвал бомбу на японском митинге в парке Хункоу в Шанхае. У него была вторая бомба, которую он планировал использовать для самоубийства, но она не сработала. Толпа едва не линчевала его, но прежде чем это произошло, он был арестован и увезён японскими военными. Это событие получило широкую огласку и сделало Ким и КПЛ известными. Чан Кайши, лидер Китайской Республики, сказал об этом инциденте: «Один кореец преуспел в том, чего не смогли сделать миллион китайских солдат». После этого Чан Кайши предоставлял финансирование и защиту КПЛ до 1945 года.

## Другие провалившиеся задачи
3 марта КПЛ запланировала миссию, но не провела её. После инцидента между Китаем и Японией 28 января Ким разработал план по использованию корейских рабочих для диверсий в японских авиационных ангарах и складах боеприпасов с помощью взрывчатых веществ. Однако Китай потерпел поражение до начала миссии.
В апреле 1932 года члены КПЛ Ю Чинсик (кор. 유진식?, 兪鎭植?) и Ли Докчу (кор. 이덕주?, 李德柱?) были отправлены в Корею для убийства японского генерал-губернатора Кореи Угаки Кадзусигэ. Если бы Юн не был схвачен, он бы участвовал в этой миссии. Однако миссия провалилась: Ю был арестован около 24–28 апреля, а Ли — позже в Хэджу.
26 мая 1932 года КПЛ потерпела ещё одну неудачу. Целями были генерал Квантунской армии Хондзё Сигэру, японский министр иностранных дел и президент компании Южно-Маньчжурской железной дороги Утида Косай, а также губернатор Квантунской области Манносукэ Ямока. Они должны были появиться на станции Далянь 26 мая в 19:40 для встречи с делегатами Лиги Наций. Ким отправил членов Чо Хынсика в конце марта и Ю Сангуна 27 апреля в Далянь, в Маньчжурии. Ким отправил Чо на месяц раньше Ю, чтобы тот изучил местность перед нападением. Ю, вооружённый оружием и фляжкой со взрывчаткой, подобной той, что использовал Юн в парке Хункоу, прибыл в Далянь 4 мая. Однако телеграмму, отправленную ими на почте Даляня за несколько дней до этого, перехватили японцы. Чо был найден в своём укрытии, подвергнут пыткам с целью узнать местонахождение Ю и казнён. Ю был пойман 25 мая, приговорён к пожизненному заключению и умер 14 августа 1945 года, за день до освобождения Кореи.

## Последствия
После взрывов в Шанхае в конце апреля ВПК и особенно Ким приобрели дурную славу. Роль Кима в планировании атак была опубликована шанхайскими газетами. Различные японские правительственные органы объявили награды за его поимку на общую сумму 60 000 даянов (кит. 大洋), что было огромной суммой для того времени. Японская полиция начала массовые аресты ключевых фигур ВПК. Многие члены ВПК, включая Кима, были вынуждены скрываться, меняя место жительства несколько раз до 1939 года.. Существование группы оставалось тайной до октября 1932 года, когда Ким опубликовал заявление о том, как были организованы атаки.
Деятельность ВПК была значительно нарушена, и она не возобновляла регулярные операции до 1939 года. В результате КПЛ практически прекратила своё существование после 1932 года. Атаки также привели к убийству Ок Кванбина и нескольких других японских сторонников корейского происхождения в Китае.
Однако ВПК извлекла некоторую выгоду из этих атак. Они значительно улучшили китайско-корейские отношения. До 1932 года у ВПК не было стабильного источника доходов, и она в основном полагалась на пожертвования. В 1934 году Гоминьдан начал предоставлять финансирование и защиту ВПК, продолжая это до освобождения Кореи в 1945 году.

### Комментарии
1. ↑  Название иногда переводится как Корейский патриотический корпус или Корейский патриотический легион